# 克莱沃县 (德国)
克莱沃县（德語：Kreis Kleve）是德国北莱茵-威斯特法伦州西北部的一个县，隶属于杜塞尔多夫行政区，首府克莱沃。